# Dichagyris imperator
Dichagyris imperator ist ein Schmetterling (Nachtfalter) aus der Familie der Eulenfalter (Noctuidae).

## Merkmale

### Falter
Die Flügelspannweite der Falter beträgt 34 bis 50 Millimeter. Als Grundfarbe der Vorderflügel herrscht ein helles Ocker vor. Das Saumfeld ist schwarzbraun gefärbt. Innere und äußere Querlinie heben sich deutlich in schwarzer Farbe hervor. Die Hinterflügel schimmern in der Basalregion weißlich und gehen im Saumfeld in graue Schattierungen über.

### Ei, Raupe, Puppe
Die ersten Stände sind noch nicht beschrieben.

### Ähnliche Arten
Dichagyris melanura ist kleiner, meist heller gefärbt und zeigt weniger deutlich ausgeprägte Querlinien.

## Verbreitung und Lebensraum
Dichagyris imperator kommt in Spanien, Israel, Tunesien, Algerien, Libyen, Saudi-Arabien und Ägypten vor. Die Art besiedelt bevorzugt offenes Gelände in Höhenlagen von 400 bis 1200 Metern.

## Lebensweise
Die Falter sind nachtaktiv, fliegen in Nordafrika in zwei Generationen von April bis Juli sowie im August und September und besuchen künstliche Lichtquellen. Als Nahrungspflanze der Raupen werden Zygophyllum-Arten angegeben.